# Aristodemo (re dei Messeni)
Aristodemo (in greco antico: Ἀριστόδημος?, Aristódēmos; Messenia, 775 a.C. circa – Itome, 718 a.C.) è stato eroe della prima guerra messenica e re della Messenia.

## Biografia
Nel sesto anno della prima guerra messenica, i Messeni inviarono un'ambasceria a Delfi per consultare l'oracolo, e l'ambasciatore Tisi riportò indietro la risposta che la conservazione dello stato messeno richiedeva il sacrificio agli dèi degli inferi di una fanciulla vergine appartenente alla casa degli Epitidi. Fu dapprima estratto a sorte il nome della figlia di Licisco, un patrizio appartenente alla famiglia degli Epitidi; ma il veggente cieco Epebolo dichiarò che la fanciulla non era figlia di Licisco. Peraltro lo stesso Licisco, per salvare la fanciulla, si rifugiò con i familiari nella città nemica di Sparta. Poiché tuttavia l'oracolo aveva aggiunto che se, per qualche motivo, non fosse stato possibile sacrificare la fanciulla estratta a sorte, sarebbe stato possibile scegliere al suo posto un'altra fanciulla, Aristodemo, un valoroso guerriero che apparteneva anch'egli alla casa del Epitidi, si fece avanti e si offrì di sacrificare la propria figlia per la liberazione del paese. Un giovane messeno che amava la figlia di Aristodemo, al fine di salvare la vita della ragazza dichiarò che costei non era più vergine, ma incinta di lui. Furioso per questa dichiarazione, Aristodemo uccise la figlia e le aprì il ventre per mostrare l'assenza dello stato di gravidanza. Il veggente Epebolo contestò la validità del sacrificio, richiedendo il sacrificio di un'altra fanciulla, affermando che la figlia di Aristodemo non era stata sacrificata agli dèi ma uccisa dal padre per motivi di onore. Eufae, il re dei Messeni, riuscì tuttavia a convincere il popolo che la richiesta dell'oracolo di Delfi era stata soddisfatta.
Quando a Sparta si ebbe notizia dell'oracolo e il modo con cui era stato esaudito, i Lacedemoni si scoraggiarono e per cinque anni si astennero dall'attaccare i Messeni, finché alcuni altri oracoli favorevoli li incoraggiarono a intraprendere una nuova campagna contro Itome, la rocca capitale della Messenia. Venne combattuta una furiosa battaglia, nel corso della quale il re Eufae perse la vita e, poiché non vi erano altri eredi al trono, Aristodemo fu eletto re dai Messeni, nonostante l'opposizione degli indovini Epebolo ed Ofioneo i quali ritenevano che Aristodemo non fosse degno del trono a causa dell'omicidio della figlia (729 a.C. circa). Al contrario, Aristodemo si mostrò degno della fiducia riposta in lui: continuò la guerra contro i Lacedemoni e nel 724 ottenne una grande vittoria su di loro. I Lacedemoni cercarono allora di ottenere con l'inganno ciò che non erano stati in grado di ottenere con le armi; riuscirono a convincere Aristodemo che la Messenia era destinata alla distruzione e il re, disperato, mise fine alla sua vita, sulla tomba di sua figlia, dopo un regno durato sei anni.
La vicenda di Aristodemo, con il crudele fatto di sangue, venne ripresa nelle omonime tragedie di Carlo de' Dottori (1657), Vincenzo Monti (1784) e Catherine Crowe (1838).

## Testi teatrali ispirati alle vicende di Aristodemo
- Aristodemo - tragedia in cinque atti scritta da Carlo de' Dottori nel 1657 e pubblicata nel 1670
- Aristodemo - tragedia in cinque atti scritta da Vincenzo Monti nel 1784 e rappresentata per la prima volta a Parma nel 1786.